# Heart of the Ark
Heart of the Ark è un album reggae/dub di Lee Perry e The Upsetters, prodotto da Lee "Scratch" Perry contenente produzioni del cosiddetto periodo Black Ark e pubblicato in Giamaica dall'etichetta Seven Leaves nel 1982.
Il disco contiene materiale registrato nel periodo compreso tra il 1975 e il 1978 presso i Black Ark studios, gli studi di registrazione di Lee Perry, teatro di molte produzioni innovative.

## Tracce
1. Rastafari - Leroy Sibbles
2. Rastafari Combination Two - Leroy Sibbles
3. 4 & 20 Dreadlocks - Prodigal Creator
4. Nuh Fe Run Down - Lee Perry
5. Ellaine - Mystic Eyes
6. I've Never Had It So Good - Bunny Rugs Scott
7. What's The Use - Bunny Rugs Scott
8. Don't Be Afraid - George Faith
9. Forward With Love - Mystic Eyes
10. Reggae Music - Preacher
11. Brotherly Dub - Lee Perry